# Teodozjusz (Sobolew)
Teodozjusz, imię świeckie: Fiodor Dormidontowicz Sobolew (ur. 30 sierpnia?/11 września 1842 w guberni wołogodzkiej, zm. 30 września 1918) – rosyjski duchowny prawosławny, święty nowomęczennik.

## Życiorys
Jego ojciec był prawosławnym kapłanem. W 1864 ukończył seminarium duchowne w Wołogdzie. W tym samym roku ożenił się i został 22 listopada 1864 wyświęcony na kapłana przez biskupa wołogodzkiego i totemskiego Krzysztofa. Został skierowany do pracy duszpasterskiej w cerkwi Zaśnięcia Matki Bożej w Wołogdzie. Ponadto od 1869 był nauczycielem języka łacińskiego w szkole duchownej w Totmie, zaś od 1876 do 1879 – kapelanem cerkwi Ikony Matki Bożej „Wszystkich Strapionych Radość” przy więzieniu wołogodzkim.
W 1879, po śmierci żony, wstąpił do Monasteru Spaso-Sumorińskiego jako posłusznik. Wieczyste śluby złożył 8 marca 1881. Cztery lata później hieromnich Teodozjusz został przeniesiony do monasteru Przemienienia Pańskiego i św. Dymitra Priłuckiego w Wołogdzie jako jego przełożony. Analogiczną funkcję wykonywał następnie w monasterze św. Dionizego Głuszyckiego w Kandikowie (od 1888 do 1889). W 1888 otrzymał godność igumena. W 1889 złożył rezygnację z piastowanej funkcji z prośbą o przeniesienie do Monasteru Spaso-Sumorińskiego. Prośba ta została zaakceptowana. Ihumen Teodozjusz został wyznaczony na spowiednika wspólnoty, ponadto zaangażował się w pracę w szkole parafialnej prowadzonej przez mnichów. Za trud wkładany w pracę dydaktyczną został wyróżniony przez Świątobliwy Synod Rządzący wręczeniem Biblii.
W 1896 Teodozjusz (Sobolew) został przełożonym monasteru św. Arseniusza Komelskiego w ujeździe griazowieckim guberni wołogodzkiej. Po pięciu latach stanął natomiast na czele monasteru św. Michała Archanioła w Ustiużnej. Po roku przeniesiony z tejże wspólnoty do monasteru św. Mikołaja i św. Dymitra Priłuckiego w Ustiużnej, został również dziekanem monasterów w wikariacie wielkoustiuskim eparchii wołogodzkiej.
W 1907 otrzymał godność archimandryty równocześnie z nominacją na przełożonego monasteru Wprowadzenia Matki Bożej do Świątyni w Solwyczegodzku. Funkcję tę sprawował do 1916, gdy zrezygnował z niej z powodu podeszłego wieku, nadal zamieszkując w monasterze. W 1918, w czasie dokonywania przez wojska bolszewickie rewizji w klasztorze, został aresztowany, a następnie rozstrzelany pod zarzutem stawiania czynnego oporu rewidującym.
W 1905 odznaczony Orderem św. Anny III stopnia, zaś siedem lat później – II stopnia.
W 2000 zaliczony do Soboru Nowomęczenników i Wyznawców Rosyjskich.